# 唐崎神社
唐崎神社（からさきじんじゃ）は、滋賀県大津市にある神社。日吉大社の摂社の一つである。琵琶湖西岸に位置し、境内は滋賀県指定名勝に指定されている。

## 祭神
女別当命（わけすきひめのみこと）を祀る。

## 由緒
以下は日吉大社の社伝（『日吉社神道秘密記』）による。舒明天皇6年（633年）、琴御館宇志丸宿禰がこの地に居住し「唐崎」と名附けたといい、祭神はその宇志丸宿禰の妻とされる。当社は持統天皇11年（697年）に創建されたと伝えられ、かつては「女別当社」と呼ばれ、婦人病に霊験ありとして広く信仰を集めたらしい。平安時代には「七瀬の祓」の一所として京の人々や公家の姫等が参詣したという。

## 唐崎の松
境内には、宇志丸宿禰が植えたのに始まるとされる「唐崎の松」がある。社伝以外での記載は、中世までくだるが、『太平記』や観阿弥作とされる謡曲『自然居士』にも「唐崎の一松」とみえる。また、和歌や俳句に取り上げられている。

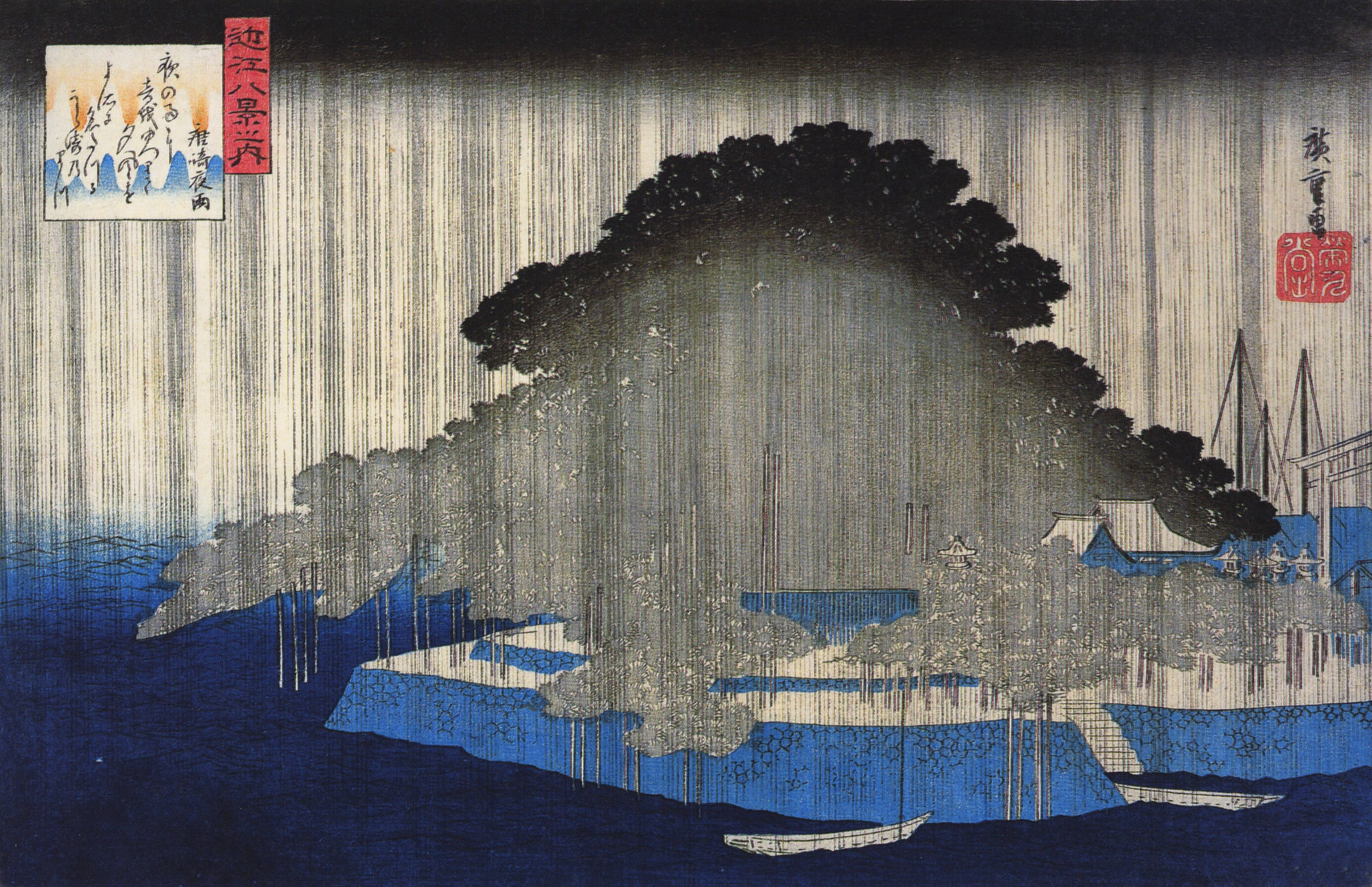
歌川広重「唐崎夜雨」

近江八景「唐崎の夜雨」として選ばれ、それを絵画化した歌川広重の作品が知られている。宇志丸宿禰が植えた初代の松は天正9年（1581年）に大風で倒れ、天正19年（1591年）、大津城主だった新庄直頼の弟・新庄直忠が2代目の松を植えた。2代目も1921年（大正10年）に枯れ、現在のものは3代目である。金沢市の兼六園にある唐崎の松はこの地から分けられたものである。

## ギャラリー

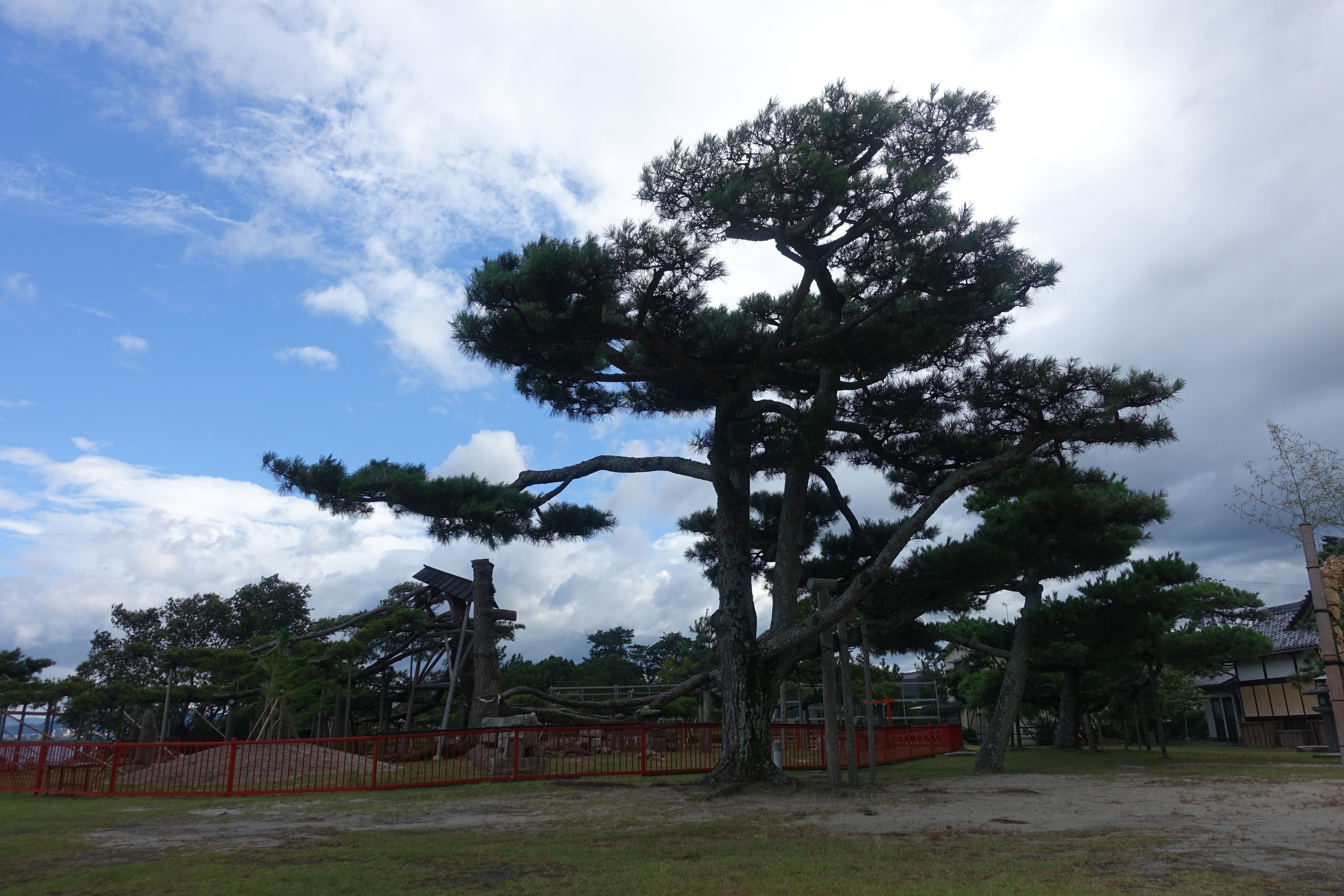
境内の松
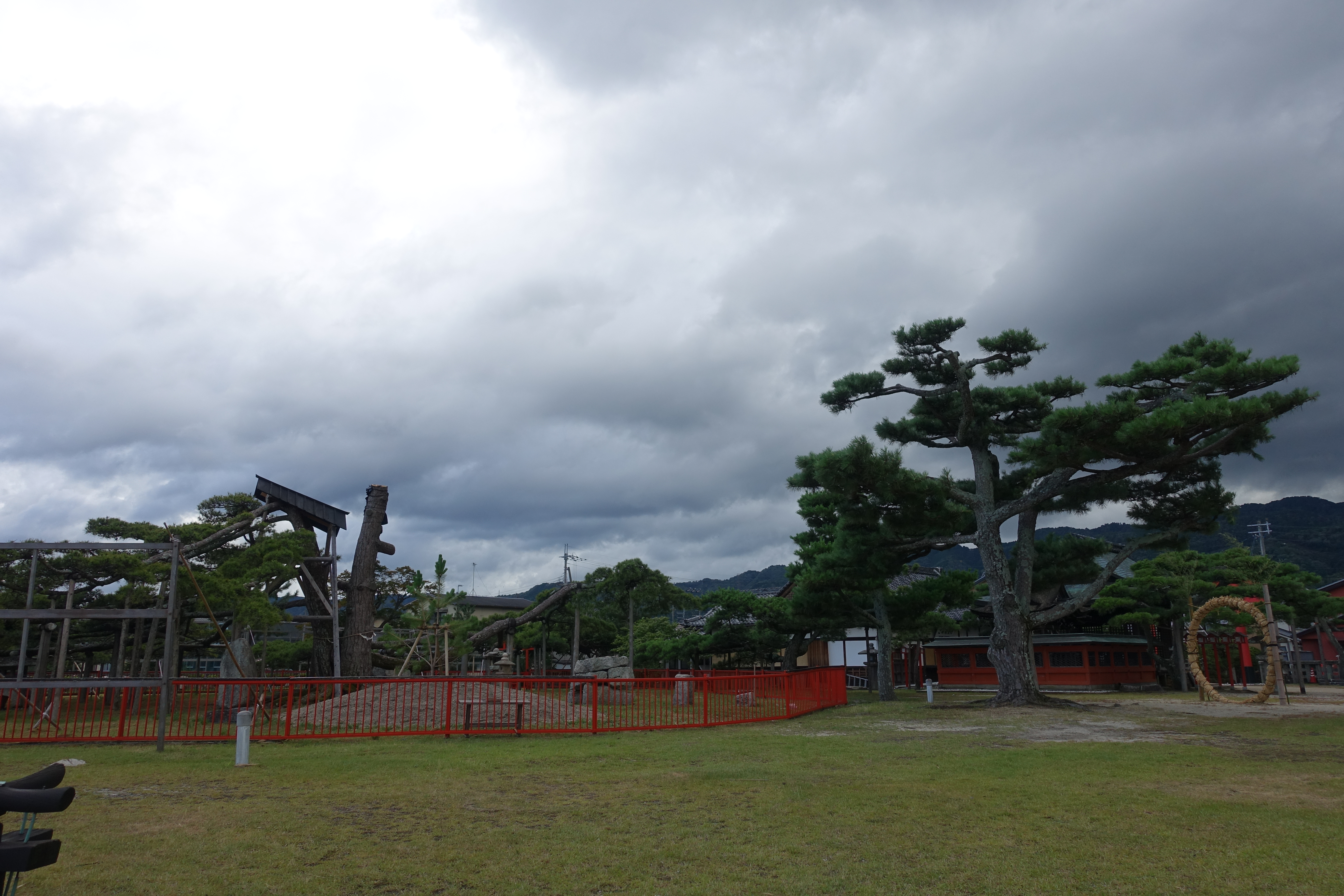
境内の松
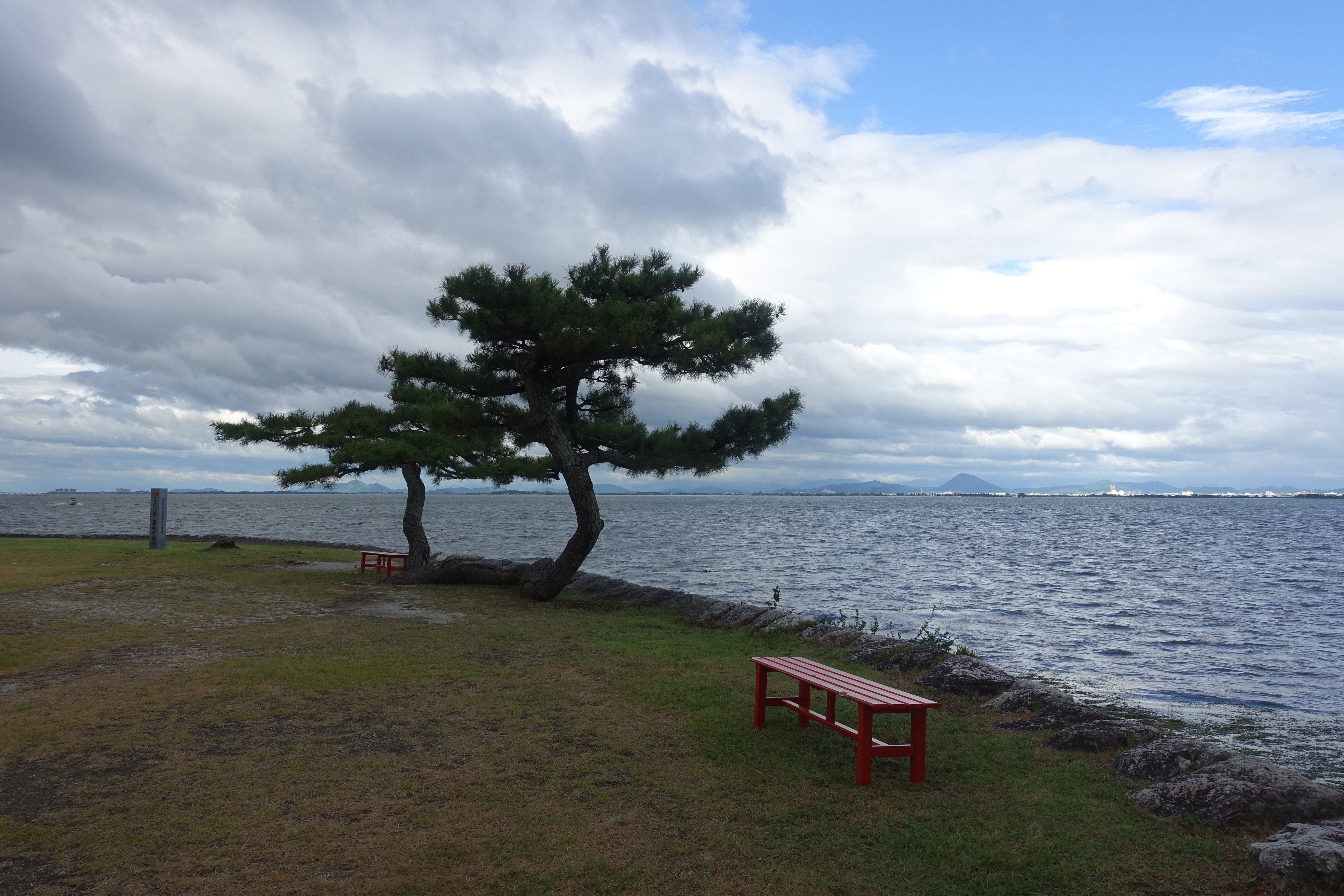
対岸の三上山
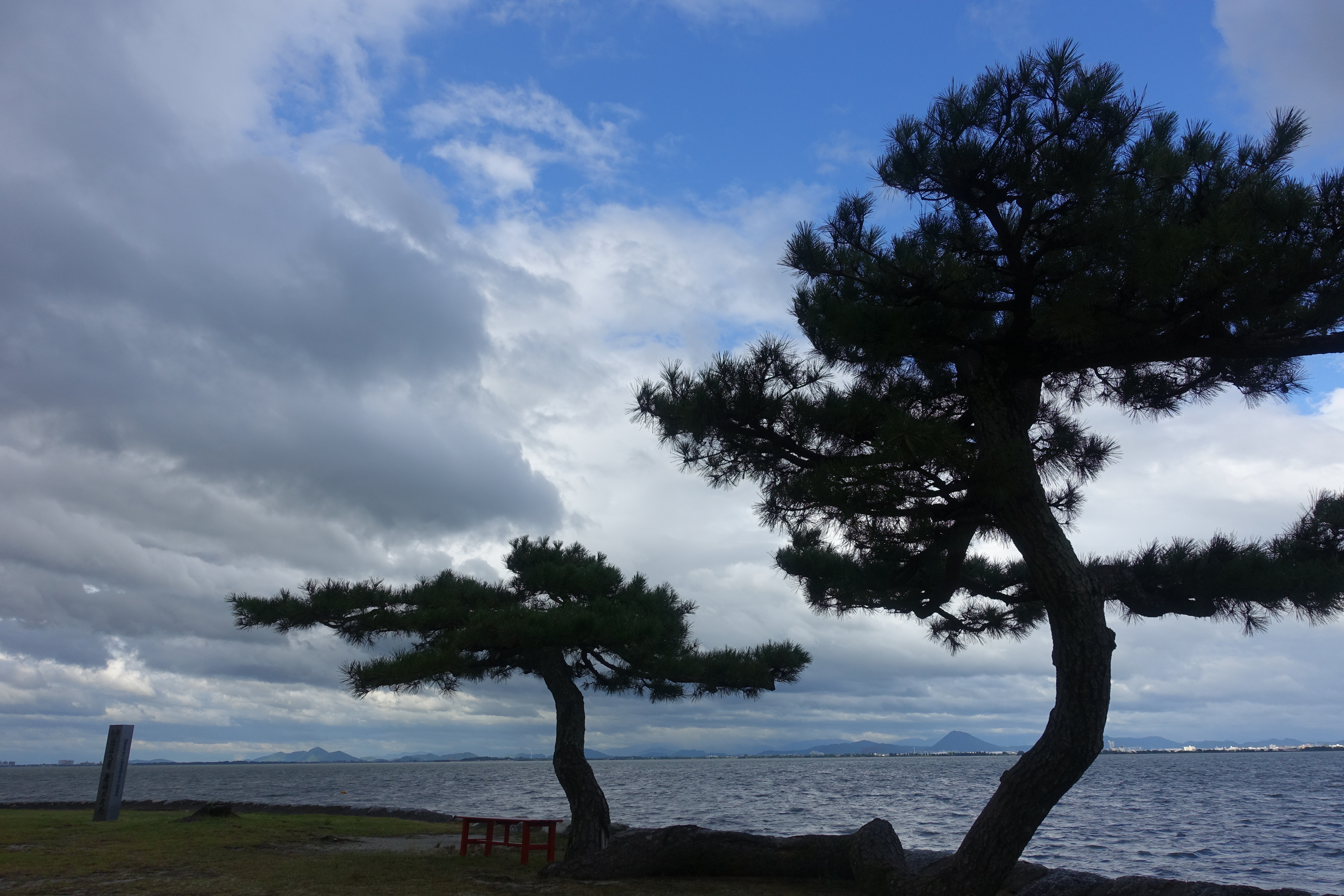
唐崎夜雨の石碑と
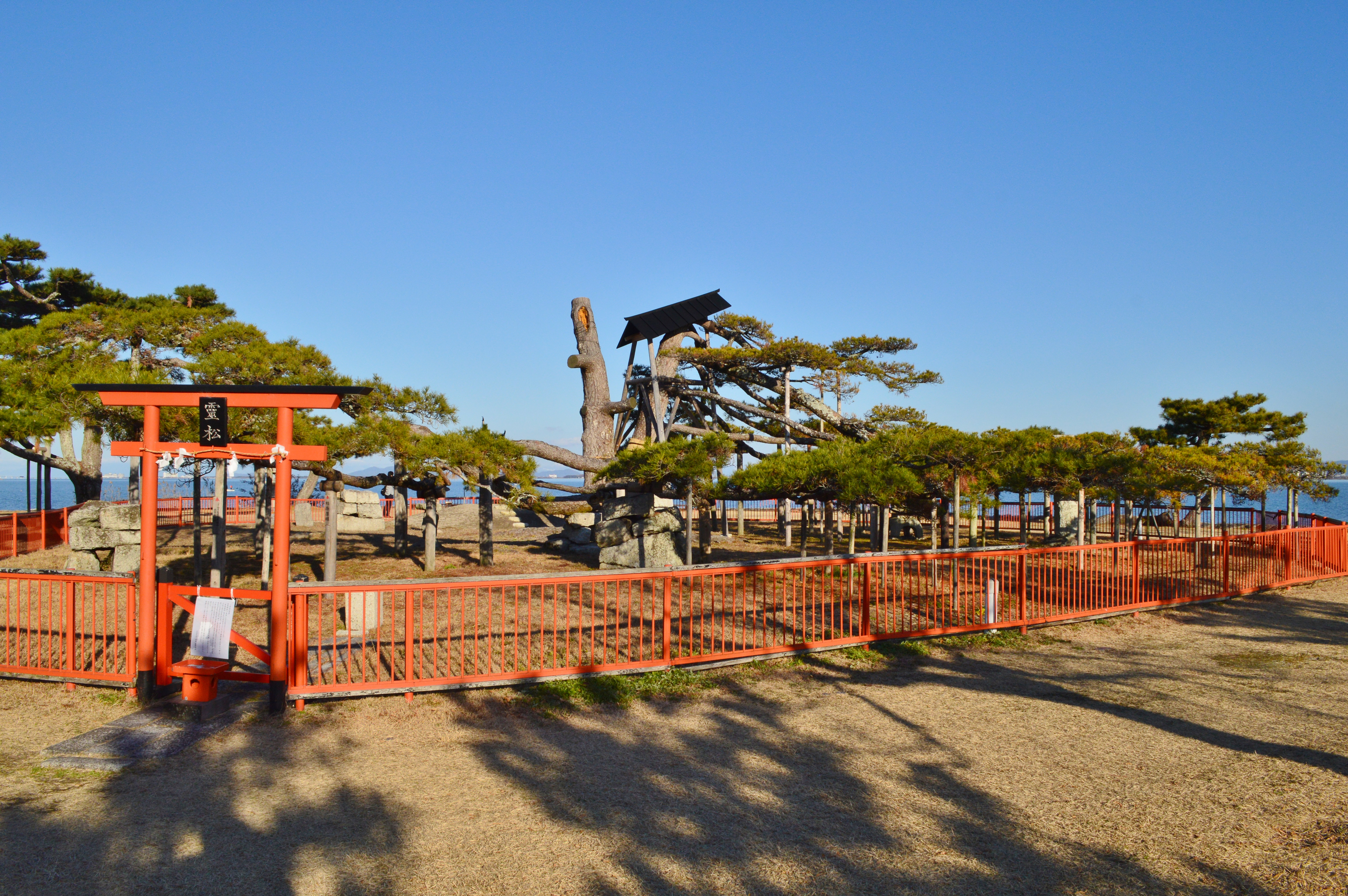
霊松鳥居から
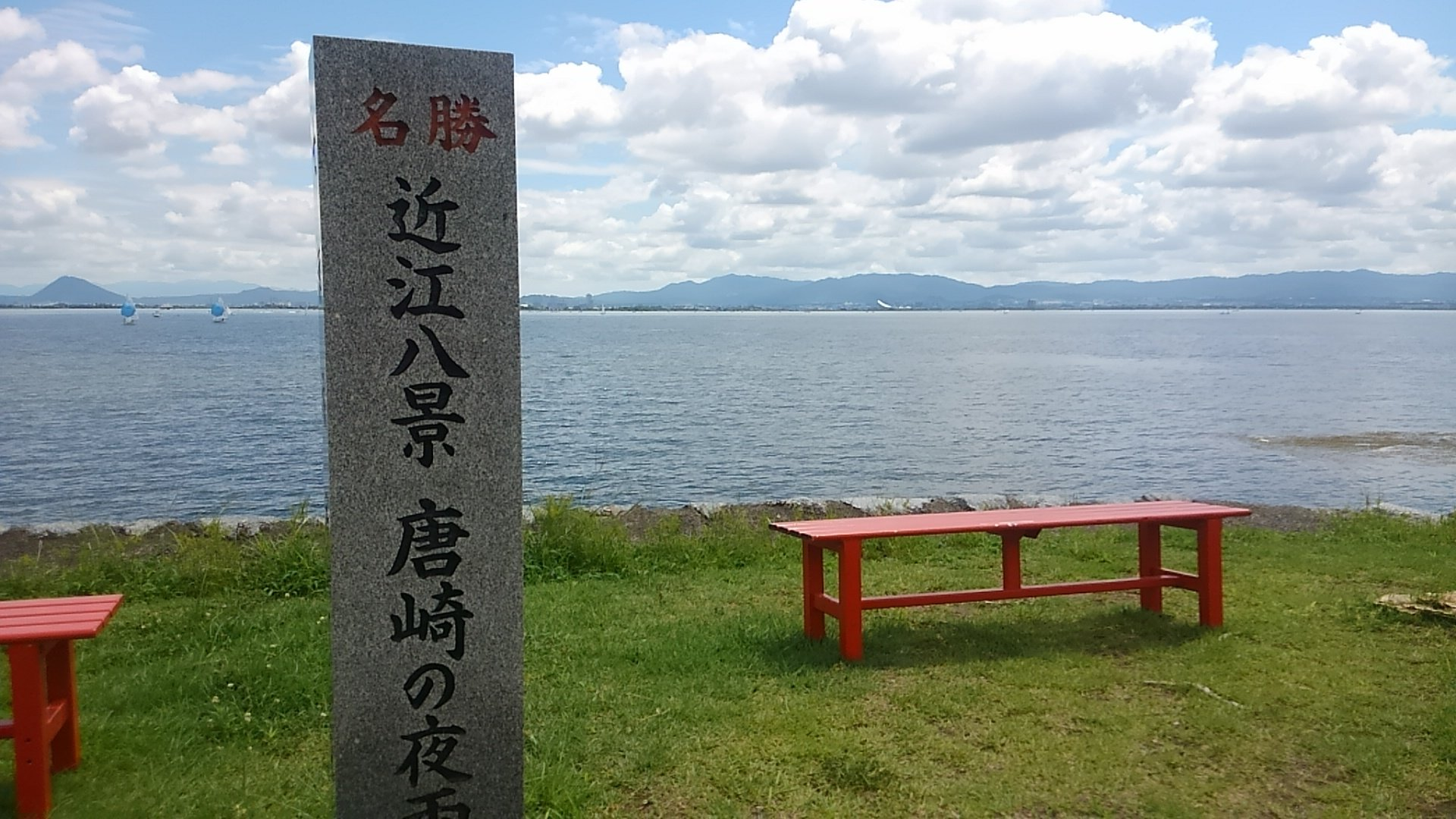
近江八景の碑

## 文化財

### 滋賀県指定文化財
- 名勝
  - 唐崎（唐崎神社境内） - 1998年（平成10年）6月19日指定[4]。

### 大津市指定文化財
- 史跡
  - 唐崎（唐崎神社境内地） - 1981年（昭和56年）1月16日指定（史跡・名勝）[5][6]。